# ریچارد هارت کیتینگه باتلر
ریچارد هارت کیتینگه باتلر (انگلیسی: Richard Butler؛ ۲۸ اوت ۱۸۷۰ – ۲۲ آوریل ۱۹۳۵) فرد نظامی اهل بریتانیا بود. وی همچنین برندهٔ جوایزی همچون نشان حمام شده‌است.